# Nicolas Grellet
Pour les articles homonymes, voir Grellet.
 (mars 2021).
Si vous disposez d'ouvrages ou d'articles de référence ou si vous connaissez des sites web de qualité traitant du thème abordé ici, merci de compléter l'article en donnant les références utiles à sa vérifiabilité et en les liant à la section « Notes et références ».
Nicolas Grellet est un joueur français de Scrabble. Il y a gagné plusieurs tournois, y compris les championnats de France de Scrabble deux fois d'affilée. Découvrant le Scrabble à l'âge de neuf ans, il remporte le titre de « champion du monde cadet » à 15 ans. Après, il abandonne le Scrabble pour se concentrer à ses études. Il y retourne en 1993 et, en 1996, il remporte le championnat de France de Scrabble. En 1997, il retient son titre, y ajoutant le titre de champion de France de blitz.
Il finit deuxième lors du championnat du monde de blitz en 2005, 19 ans après avoir remporté son premier titre mondial. Il est désormais très bon professeur de mathématiques au Lycée Jean Baptiste Say (Paris).

## Palmarès
- Vice-champion du monde en duplicate (1996)
- Champion de France (1996, 1997)
- Champion de France de blitz (1997)
- Champion du monde par paires
  - avec Franck Maniquant (1996, 1998, 1999)
- Vainqueur de l'Open des championnats du monde (1993)
- Vainqueur du Festival de Vichy (1998).